# Cyklooksygenaza

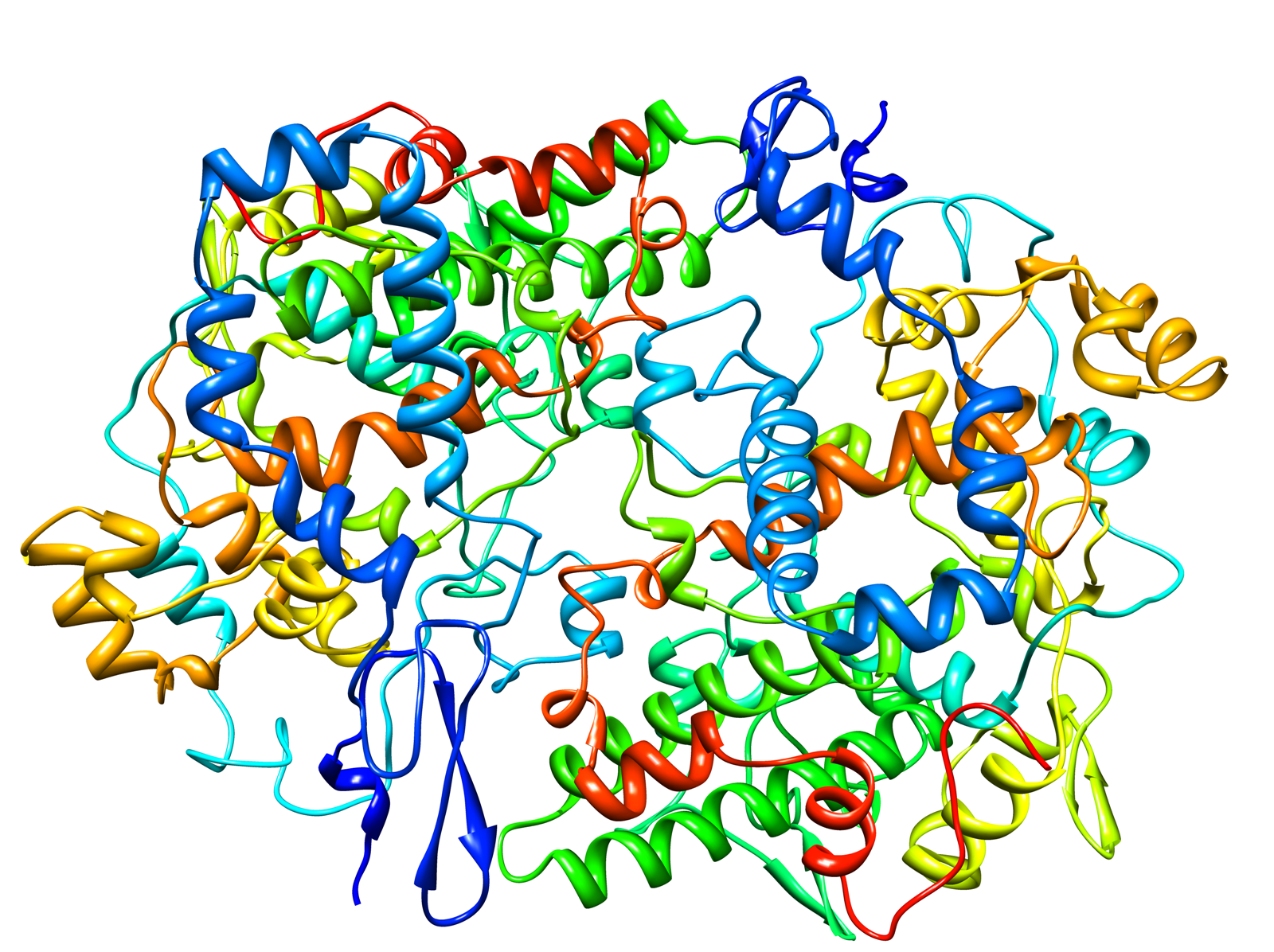
Struktura komplexu COX-1 z flurbiprofenem

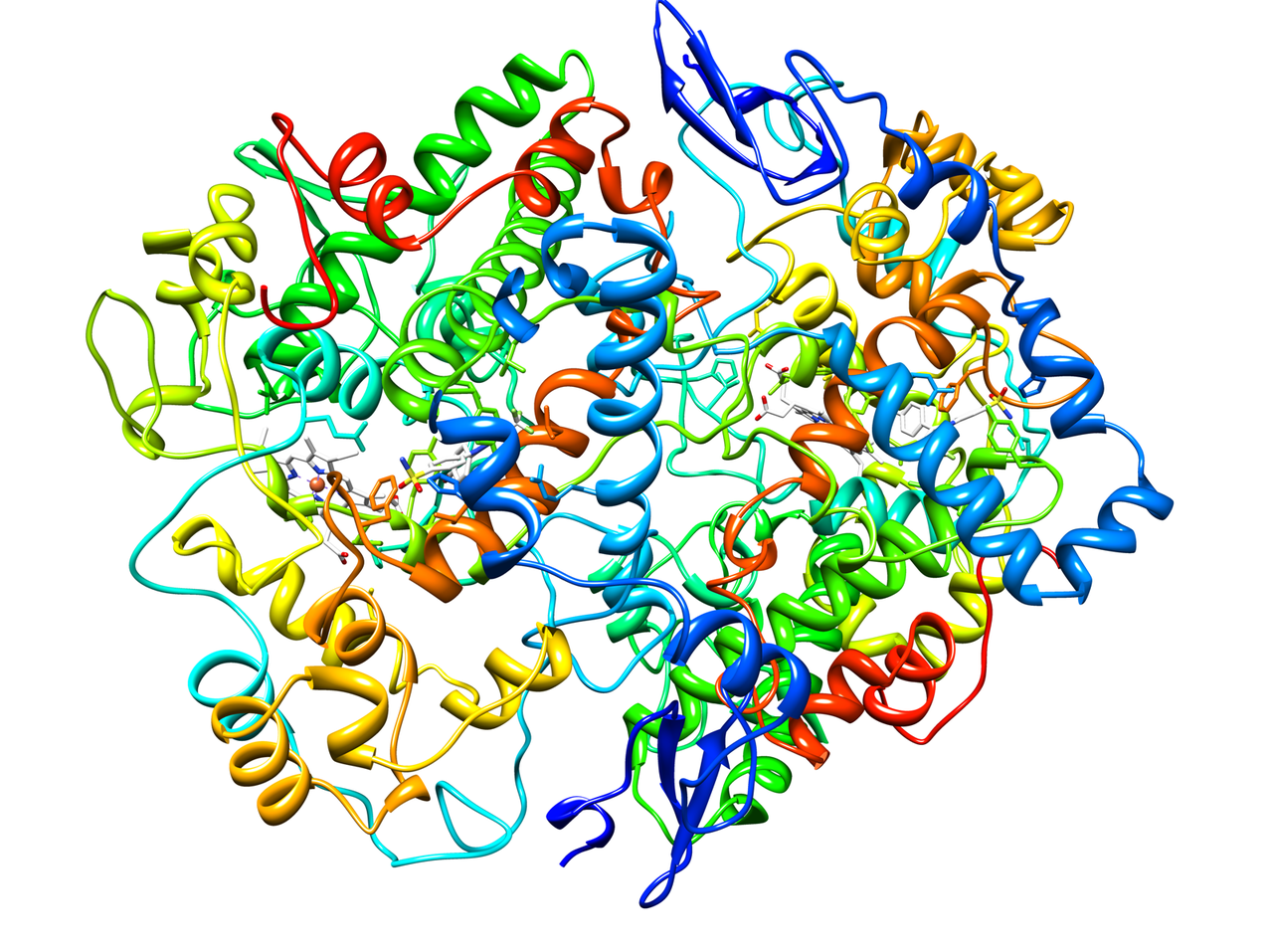
Struktura kompleksu COX-2 z inhibitorem

Cyklooksygenaza (ang. cyclooxygenase, COX, EC 1.14.99.1) – enzym odpowiedzialny za powstawanie związków chemicznych będących miejscowymi informatorami komórkowymi. Jako substratu używa on kwasu arachidonowego. Kwas arachidonowy uzyskuje dzięki enzymowi fosfolipazie A2, która odłącza arachidonian (sól kwasu arachidonowego) wbudowany w błonę komórkową, zwykle w pozycji 2 fosfolipidu błonowego.

Mechanizm reakcji katalizowanej przez cyklooksygenazę

Cyklooksygenaza jest enzymem katalizującym przemiany fosfolipidów błony komórkowej, prowadząc do powstawania prostanoidów obejmujących: prostaglandyny (PG), prostacykliny (PGI) i tromboksany (TXA). Same prostaglandyny stanowią całą rodzinę, w której główne grupy oznacza się symbolami od PGA do PGF.
Stosowany od dawna kwas acetylosalicylowy (aspiryna) hamuje aktywność cyklooksygenazy, uniemożliwiając syntezę prostaglandyn, co w konsekwencji prowadzi do zmniejszenia objawów stanu zapalnego. Inhibitorami cyklooksygenazy są także inne niesteroidowe leki przeciwzapalne, m.in.:
- ibuprofen[4]
- indometacyna[5]
- diklofenak[4]
- naproksen[4]

Ponadto jej inhibitorem jest paracetamol.
Cyklooksygenaza (COX) występuje w trzech izoformach określanych jako cyklooksygenaza-1 (COX-1) i cyklooksygenaza-2 (COX-2) oraz cyklooksygenaza-3 (COX-3), kodowanych przez geny zlokalizowane na różnych chromosomach. Istotne różnice pomiędzy odmianami COX obserwuje się także na poziomie mRNA, ale struktura białek obu izoform jest bardzo zbliżona, z podobną aktywnością katalityczną. Cyklooksygenaza-1 (COX-1) bierze udział w utrzymaniu homeostazy organizmu w prawidłowych warunkach. Z kolei cyklooksygenaza-2 (COX-2) ulega aktywacji w czasie reakcji zapalnej, kiedy dochodzi do rozwoju odpowiedzi immunologicznej.
Cykloksygenaza została opisana w 1976 roku, a w 1988 roku określono jej sekwencję DNA enzymu wyizolowanego z baranich pęcherzyków nasiennych, natomiast w 1996 roku poznano jego strukturę przestrzenną enzymu. Enzym jest zlokalizowany głównie w błonie retikulum endoplazmatycznego i jądra komórkowego.